# Herma Kennel
Herma Kennel (verheiratete Köpernik, * 20. Juni 1944 in Finsterbrunnertal bei Pirmasens) ist eine deutsche Schriftstellerin und Malerin.

## Werdegang
Herma Kennel wurde bei Pirmasens nahe der deutsch-französischen Grenze geboren und wuchs in Rheinland-Pfalz auf. Nach ihrer Ausbildung zur Kindergärtnerin studierte sie Kunst an der Freien Akademie der Künste in Mannheim und arbeitete anschließend beim Ministerrat der Europäischen Gemeinschaft in Brüssel. Von 1972 bis 1974 studierte sie an der Hochschule für Politik in München. Seit 1998 lebt Herma Kennel in Berlin. Sie ist mit dem Juristen und Politologen Gerhard Köpernik verheiratet.

### Schriftstellerin
Zunächst machte sie sich als Autorin und Illustratorin von Kinderbüchern sowie als Malerin in naivem Stil einen Namen. 1991 erschien ihr erster Tatsachenroman „Alleingang“, in dem sie das Schicksal eines DDR-Flüchtlings schildert, der vom Wohlstand im Westen träumt, aber tragisch scheitert.
Von 1979 bis 1983 lebte Herma Kennel mit ihrem Mann in Rumänien, wo sie von dem Widerstandskämpfer Radu Filipescu erfuhr, der 1983 beim Verteilen von Flugblättern gegen das Ceaușescu-Regime von der Securitate festgenommen und zu zehn Jahren Haft verurteilt wurde. Nach 1990 entstand der Tatsachenroman Es gibt Dinge, die muß man einfach tun. Der Widerstand des jungen Radu Filipescu. In Rumänien erschien das Buch 1998 unter dem Titel Radu Filipescu. Jogging cu securitatea.
Im Jahr 2003 erschien der dokumentarische Roman BergersDorf. In diesem Roman erzählt Herma Kennel, wie der im Protektorat Böhmen und Mähren nahe der Kreisstadt Iglau liegende Ort Bergersdorf zum Dorf des SS-Generals Gottlob Berger wurde und dafür bitter büßen musste. In einem Kapitel ihres Romans schildert die Autorin die Mordnacht in der Budinka. Die Schilderung löste polizeiliche Ermittlungen aus, die zur Exhumierung des Massengrabes bei Dobrenz 2010 führten, und Schlagzeilen in tschechischen, aber auch in deutschen Medien machte. 
Der Roman erschien in tschechischer Übersetzung 2011.
Im Jahr 2008 erschien ein weiterer historischer Tatsachenroman Die Welt im Frühling verlassen, in dem die Autorin das Schicksal einer Gruppe junger tschechischer Widerstandskämpfer bei Brünn 1944/45 schildert, die in die Fänge der Gestapo gerät.
Dieser Roman erschien im März 2015 auch in tschechischer Sprache.

### Malerei
Zunächst illustrierte Herma Kennel ihre Kinderbücher, danach wandte sie sich der Ölmalerei zu.
Herma Kennel hat ihr erstes Kinderbuch „Krokodile machen keinen Handstand“ mit Federzeichnungen selbst illustriert. „Die Reise mit der Pfeffermaus“ und „Der Bär mit den fliegenden Hüten“ wurde ebenfalls mit Illustrationen aus ihrer Feder bebildert.
1977 griff Herma Kennel zum Pinsel und malte einige Jahre lang Ölbilder im naiven Stil. Die meisten dieser Bilder sind als Grußkarten oder in Kunstkalendern abgedruckt worden. Ab 1980 zeigte sie ihre Bilder in Einzelausstellungen in Bukarest, Belgrad, Zagreb, Wien, Kopenhagen, Luxemburg, Straßburg, Bonn, Brüssel, Genf und München. Ihr Bild "Ceaușescu kommt" hat sie 2014 dem Revolutionsmuseum Timișoara als Dauerleihgabe übergeben.

## Werke

### Kinderbücher
- Krokodile machen keinen Handstand, Franz Schneider Verlag 1973, ISBN 3-505-03800-8
- Der Zirkusbär, Franz Schneider Verlag 1990, ISBN 3-505-04234-X
- Die Reise mit der Pfeffermaus, Franz Schneider Verlag 1976, ISBN 3-505-04809-7
- Der Bär mit den fliegenden Hüten, Verlag Hora, Hermannstadt/Sibiu 2010, ISBN 978-973-8226-84-5
- Ein Lamm im Haus, Verlag Hora, Hermannstadt/Sibiu 2010, ISBN 978-973-8226-90-6
- Ein Pinguin zählt bis eins und andere Geschichten, Verlag Hora, Hermannstadt/Sibiu 2011, ISBN 978-973-8226-94-4
- Komm zurück, Dinodil!, Verlag Hora, Hermannstadt/Sibiu 2011, ISBN 978-973-8226-95-1
- Der Hund von der Tankstelle, Verlag Hora, Hermannstadt/Sibiu 2014, ISBN 978-606-8399-07-2

### Tatsachenromane
- Alleingang, Luchterhand Literaturverlag 1991, ISBN 3-630-86757-X
- Es gibt Dinge, die muß man einfach tun. Der Widerstand des jungen Radu Filipescu, Verlag Herder 1995, ISBN 3-451-04446-3
- Radu Filipescu. Jogging cu securitatea, Verlag Polirom, Bukarest und Iași 2009, ISBN 978-973-46-1624-4
- BergersDorf, Vitalis Verlag Prag 2003, ISBN 80-7253-097-6
- BergersDorf, (in tschechischer Sprache) Verlag Paseka Prag, 2011, ISBN 978-80-7432-103-0
- Die Welt im Frühling verlassen, Vitalis Verlag Prag 2008, ISBN 978-3-89919-115-8
- Je smutné opouštět svět na jaře, (tschechische Ausgabe von Die Welt im Frühling verlassen) AOS Publishing, Aussig/Ústí nad Labem 2015, ISBN 978-80-87624-25-8
- Als die Comics laufen lernten: Der Trickfilmpionier Wolfgang Kaskeline zwischen Werbekunst und Propaganda. 1. Auflage. bebra verlag, 2020, ISBN 978-3-89809-173-2

## Preise
- 1998: Gheorghe-Ursu-Menschenrechtspreis für das Buch Es gibt Dinge, die muss man einfach tun. Der Widerstand des jungen Radu Filipescu.
- 2011: nominiert für den Marion Dönhoff Preis für internationale Verständigung und Versöhnung